# Jankan
Jankan (ros.: Янкан) – pasmo górskie w azjatyckiej części Rosji, w obwodzie amurskim, łączące się na wschodzie z górami Tukuringra i Dżagdy, razem z którymi tworzy osobny łańcuch górski. Rozciąga się na długości ok. 100 km. Najwyższy szczyt osiąga 1382 m n.p.m. Pasmo zbudowane głównie z granitów. Występują charakterystyczne kopulaste, nieporośnięte wierzchowiny. Zbocza pokryte są tajgą modrzewiową i zaroślami sosny karłowej.